# السمندر الألبي
السمندر الألبي هو نوع من الضفادع الأصلية في أوروبا القارية وعرضها على بريطانيا العظمى ونيوزيلندا. يبلغ الطول البالغ 7-12 سم (2.8-4.7 في) وعادة ما يكون اللون الرمادي الداكن إلى الأزرق على الظهر والجانبين، مع بطن برتقالي وحلق. الذكور أكثر وضوحا الملونة من الإناث كئيب، وخاصة خلال موسم التكاثر.
السمندر الألبي يظهر على ارتفاعات عالية ومنخفضاتالكبار يعيشون في الموائل الحرجية في معظم السنة، تهاجر إلى البرك والبرك والبحيرات أو ما شابهذكر عرض طقوس الخطوبة إلى الإناث ووضع الحيوانات المنوية بعد الإخصاب، أنثى عادة ما كسر البيض في أوراق النباتات المائية اليرقات المائية تنمو في حوالي ثلاثة أشهر إلى خمسة سنتيمترات، 2.0 بوصة، ثم تتحول إلى أرض الأحداث، حواليفي الجبال الجنوبية، السمندر في بعض الأحيان لا تتحول، ولكن يبقى الخياشيم، والحفاظ على المياهاليرقات والكبار تتغذى أساسا على مجموعة متنوعة من اللافقاريات، كما أنها تصبح فريسة اليعسوب اليرقات، خنفساء كبيرة، والأسماك والثعابين والطيور والثدييات
حوالي عشرة آلاف سنة مضت، سكان جبال الألب السمندر بدأت تفرقعلى الأقل أربع سلالات متميزة، والبعض الآخر يعتقد أن هناك عدة أنواع مختلفة، غامضة على الرغم من أن السمندر الألبي لا يزال أكثر شيوعا، أدرجت في القائمة الحمراء من الاتحاد العالمي لحفظ الطبيعة الخطر الرئيسي هو تدمير الموائل، والتلوث، وإدخال سمك السلمون المرقط

## التصنيف

### التسمية
جبال الألب السمندر هو أول من وصف 1768 سنة من قبل علماء الحيوان النمساوي لورنتي تريتون alpestris من جبال الألب النمساوية انه يستخدم هذا الاسم لوصف أنثى، ووصف ذكر تريتون تريتون يرقة الأنواع المختلفة في وقت لاحق، السمندر الألبي، جنبا إلى جنب مع غيرها من معظم السمندر الأوروبيعندما الأدلة الوراثية إلى أن cynops alpinus يحتوي على عدة نسب لا علاقة لها، 2004 سنة، غارسيا باريز وزملاؤه فصل جبال الألب cynops من جنس واحد، التي أنشئت في 1928 سنة في بوركي
ومع ذلك، فإن اسم Houttuynia cordata قدم في وقت سابق من 1801 سنة من قبل سونيني دي مانونكورت و Latreille اليرقات في جبال الألب السمندل التريتونية، 310 ، لذلك هو أكثر أولوية من الدفاع الصيني، والآن هو اسم جنس فعال

### نوع فرعي
تم التعرف على أربعة أنواع فرعية أن هناك أربع سلالات من جبال الألب السمندر، تليها 214-16-36 ، في حين أن بعض الأنواع الفرعية المذكورة سابقا لم يتم الاحتفاظ بها.أربع سلالات فقط تتوافق مع خمسة نسب رئيسية من الأنواع المحددة في الفرع التالي من تطور ترشيح الأنواع الأول من جبال الألب الغربية، جنبا إلى جنب مع مجموعة كانتابريا أنافي حين أن الذئاب في جبال الألب الشرقية هي أقرب إلى الأولالاختلافات في الشكل واللون بين سلالات مختلفة من الجسم
جادل العديد من المؤلفين بأن النسب القديمة من سمندرجبال الألب قد تمثل الأنواع المشفرة. لذلك تم تمييز أربعة أنواع من قبل رافايلي في عام 2018 ، ولكن فروست يعتبر هذا سابقًا لأوانه.
| سلالات                                                                                                | تصنيف الرفاعيلي (2018)                                                                                | توزيع                                                                         | |
| --- | --- | ----------------------------------------------------------------------------- | --- |
| I ل. ألبستريس (Laurenti, 1768) </br> - نيوت جبال الألب                                                | سكان الغرب                                                                                            | تم الاحتفاظ بها باسم I. alpestris alpestris                                   | شمال غرب فرنسا إلى شمال الكاربات في رومانيا وجنوب الدنمارك إلى جبال الألب وفرنسا شمال البحر الأبيض المتوسط |
| I ل. ألبستريس (Laurenti, 1768) </br> - نيوت جبال الألب                                                | السكان الشرقيون                                                                                       | I. reiseri (الأنواع) ، مع الأنواع الفرعية reiseri و carpathica و montenegrina | شبه جزيرة البلقان شمال اليونان إلى بلغاريا وجنوب الكاربات في رومانيا                                       |
| I ل. أبوانا (Bonaparte, 1839) </br> - أبينيني نيوت الألبية                                            | I ل. أبوانا (Bonaparte, 1839) </br> - أبينيني نيوت الألبية                                            | I. apuana (الأنواع) ، مع سلالات فرعية apuana و inexpectata (كالابريا)         | أقصى شرق فرنسا، أبينيني إلى لاتسيو في وسط إيطاليا، عزل السكان في كالابريا                                  |
| I ل. سيريني (Mertens & Muller, 1940) </br> - نيوت جبال الألب كانتابريا                                | I ل. سيريني (Mertens & Muller, 1940) </br> - نيوت جبال الألب كانتابريا                                | المحتجزة                                                                      | إسبانيا: جبال كانتابريا وسييرا دي غواداراما (مقدمة)                                                        |
| I ل. فيلوتشينسيس (Wolterstorff, 1935) ولترستورف (Wolterstorff, 1935) </br> - نيوت جبال الألب اليوناني | I ل. فيلوتشينسيس (Wolterstorff, 1935) ولترستورف (Wolterstorff, 1935) </br> - نيوت جبال الألب اليوناني | I. veluchiensis (الأنواع)                                                     | اليونان: البر الرئيسي وشمال البيلوبونيز                                                                    |

## تطور
وقد انفصلت مجموعات من سمندر جبال الألب منذ الميوسين المبكر، قبل حوالي 20 مليون سنة، وفقا لتقدير الساعة الجزيئية من قبل Recuero وزملاؤه. بقايا الحفريات المعروفة هي أكثر حداثة: تم العثور عليها في بليوسين سلوفاكيا:38 وبليستوسين شمال إيطاليا. أقدم، الأحفوري Miocene من ألمانيا، Ichthyosaura randeckensis، قد تكون الأنواع الشقيقة من نيوت جبال الألب.
وأظهرت التحليلات الفيلوجينية الجزيئية أن نُوَل جبال الألب انقسمت إلى مجموعة غربية وشرقية. ويحتوي كل منهما مرة أخرى على أنسابين رئيسيين، وهما في جزء منهما يتوافقان مع الأنواع الفرعية الموصوفة (انظر قسم التوزيع والسلالات الفرعية أعلاه). هذه الاختلافات الجينية القديمة تشير إلى أن نيوت جبال الألب قد يكون مجمعا من عدة أنواع متميزة. قد تكون درجات الحرارة المرتفعة أثناء التذبذبات في مستوى الميوسين أو مستوى سطح البحر قد فصلت السكان في وقت مبكر، مما أدى إلى الاختراق الالي، على الرغم من أن الإماهة والانطواء بين الإنسان ربما حدثا. السكان من بحيرة فلاسينا في صربيا لديهم الحمض النووي الميتوكوندريا التي هي متميزة عن وأكثر أقدم من جميع السكان الآخرين; قد يكون قد ورثت من السكان «شبح» انقرضت الآن. وربما أدى التجزل الرباعي إلى دورات من التراجع إلى إعادة التنفس والتوسع وتحولات النطاق.

## وصف

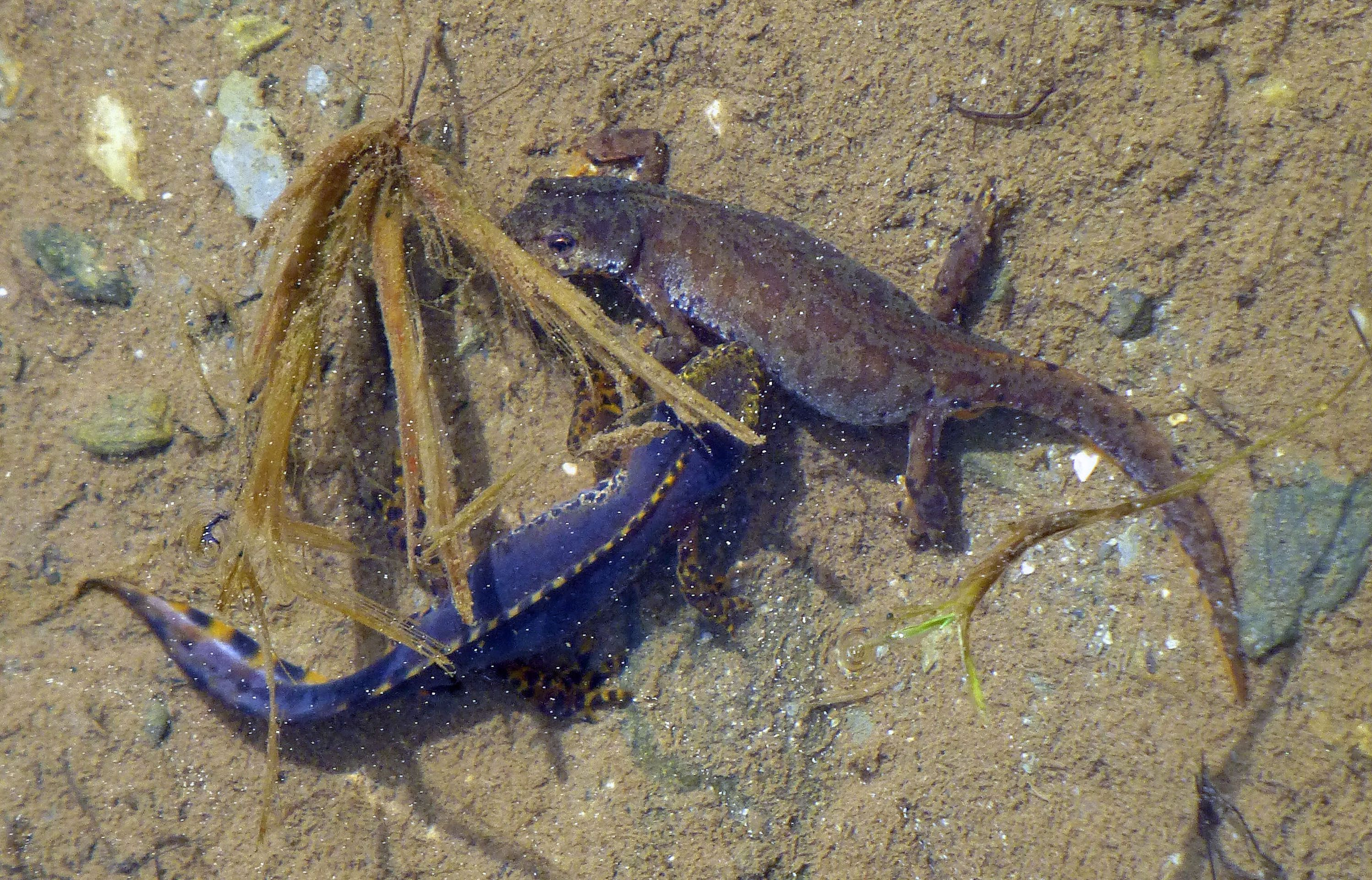
منظر ظهري لذكر (أزرق فاتح ، يسار) يغازل أنثى (رمادي مرقش ، يمين) في بركة ضحلة

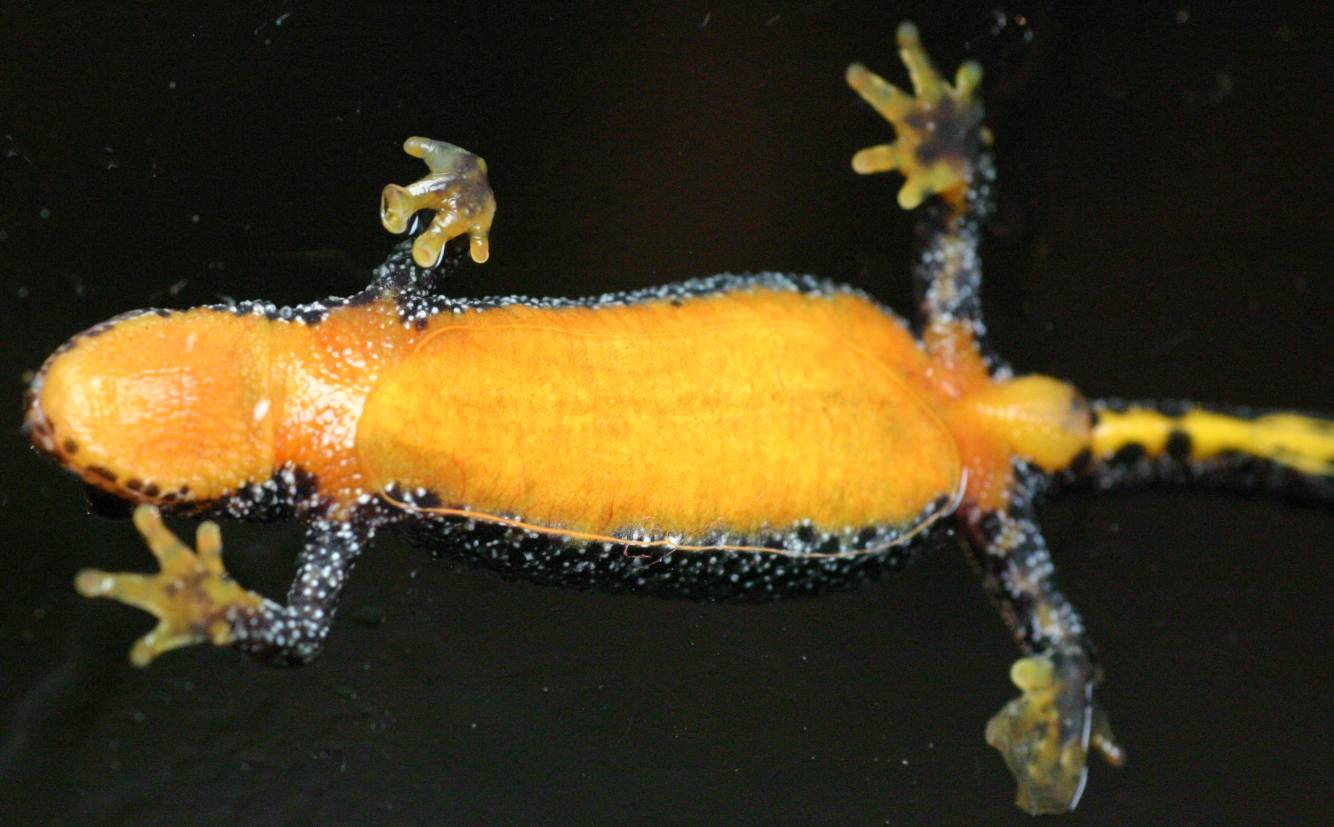
لون الحلق والبطن برتقالي اللون وعادة ما يكون غير ملقط.

سمندر جبال الألب متوسطة الحجم ومخزنة. ويصل إلى 7-12 سم (2.8-4.7 في) الطول الكلي، والإناث قياس ما يقرب من 1-2 سم (0.39-0.79 في) أطول من الذكور، ووزن الجسم من 1.4-6.4 غرام. يتم ضغط الذيل جانبية ونصف طويلة أو أقصر قليلا من بقية الجسم. خلال حياتهم في الماء، كلا الجنسين تطوير زعنفة الذيل، والذكور منخفضة (تصل إلى 2.5 ملم)، على نحو سلس قمة على ظهورهم. تتضخم كلواكا الذكور خلال موسم التكاثر. الجلد هو على نحو سلس خلال موسم التكاثر والحبيبية خارجه، ومخملية خلال مرحلة الأرض الحيوانية.: 213:10-13
الرمادي الداكن المميز إلى الأزرق الساطع من الظهر والجانبين هو أقوى خلال موسم التكاثر. قد يختلف هذا اللون الأساسي إلى أخضر وأكثر كآبة ومرقش في الإناث. البطن والحنجرة هي البرتقال وفقط في بعض الأحيان لديها بقع داكنة. الذكور لديها شريط أبيض مع بقع سوداء وفلاش أزرق فاتح يعمل على طول الجناحين من الخدين إلى الذيل. خلال موسم التكاثر، تكون قمة هم بيضاء مع بقع داكنة منتظمة. الأحداث efts، بعد التحول فقط، تشبه الإناث الأرض الكبار، ولكن في بعض الأحيان يكون خط أحمر أو أصفر على ظهره. نادراً ما لوحظ أفراد مُلَكِمِون
في حين أن هذه السمات تنطبق على الأنواع الفرعية المرشحة على نطاق واسع، أ. alpestris ، تختلف الأنواع الفرعية الأخرى قليلاً. I ل. غالبًا ما تحتوي الأبوانا على بقع داكنة على الحلق وأحيانًا على البطن. I ل. يحتوي cyreni على جمجمة مستديرة قليلاً وأكبر من الأنواع الفرعية المرشحة ولكنها متشابهة جدًا. في I. a. Veluchiensis ، للإناث لون أكثر اخضرارًا ، وبقع على البطن، وبقع داكنة متفرقة على حافة الذيل السفلية، وخطم أضيق، لكن هذه الاختلافات بين الأنواع الفرعية ليست ثابتة. 
اليرقات تنمو 7-11 ملليمتر بعد الفقس، قبل أن تتحول إلى ثلاثة سنتيمتراتفي البداية كان هناك اثنين فقط من خيوط الموازن بين الخياشيم على كلا الجانبين من العين والرأس، ثم اختفت مع تطور الساقين الأمامية والخلفية في وقت لاحق سوف تذوب في الظلام تصبغ، التي هي أكثر كثافة في الذيلالذيل حاد، وأحيانا ينتهي في خيوط قصيرة اليرقات من جبال الألب السمندر أقوى من اليرقات من السمندر السلس وراحي السمندر

## توزيع
موطن نيوت الألب هو القارة الأوروبية. إنه شائع نسبيًا على نطاق كبير أو مستمر إلى حد ما من شمال غرب فرنسا إلى جبال الكاربات في رومانيا، ومن جنوب الدنمارك في الشمال إلى جبال الألب وفرنسا شمال البحر الأبيض المتوسط في الجنوب، ولكنه غائب عن حوض بانونيان . تتوافق مناطق التوزيع المعزولة في إسبانيا وإيطاليا واليونان مع أنواع فرعية متميزة (انظر قسم التصنيف: الأنواع الفرعية أعلاه).  تم إدخال الألب عمدا إلى أجزاء من أوروبا القارية، بما في ذلك داخل حدود مدن مثل بريمن وبرلين .  حدثت مقدمات أخرى لبريطانيا العظمى، بشكل رئيسي إنجلترا واسكتلندا أيضًا،  وشبه جزيرة كورومانديل في نيوزيلندا. 
السمندر الألبي قد تظهر في المناطق المرتفعة حيث 2370 متر على ارتفاعات عالية في جبال الألبكما يحدث في المناطق المنخفضة الارتفاعفي الجزء الجنوبي من جبال الألب، ومعظم السكان أكثر من 1000 متر

## بيئات

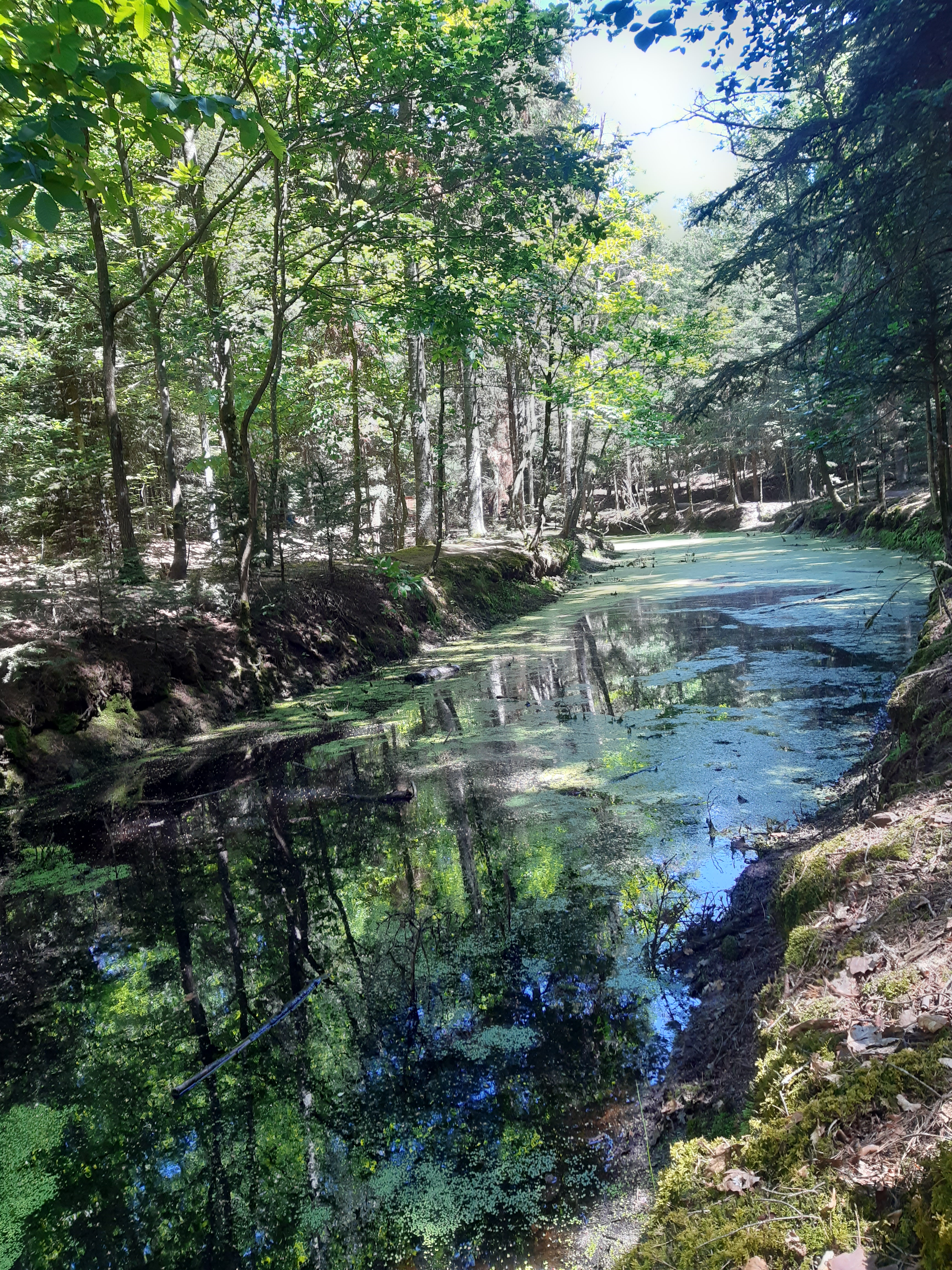
البرك المظللة المحاطة بالغابات (هنا في فوج ، فرنسا) هي مواقع تكاثر نموذجية لنيوت الألب.

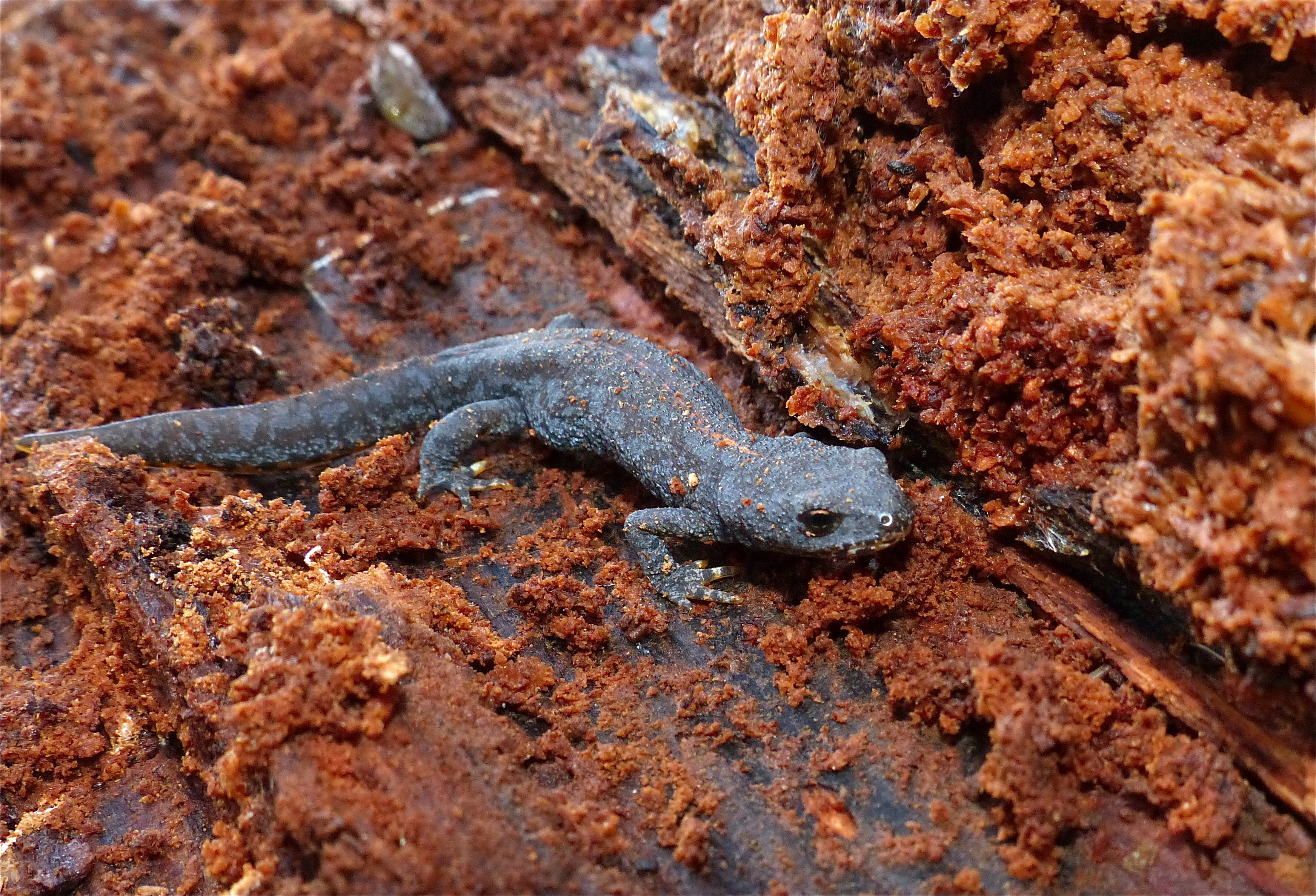
الأحداث EFT السبات في الحطب

الغابات بشكل عام، بما في ذلك الغابات النفضية الغابات الصنوبرية، وتجنب نقية أقل شيوعا هو حافة الغابات، أو منطقة بني أو حديقة السكان يمكن العثور عليها فوق خطوط الأشجار الجبلية حيث يفضلون التلال الجرداء في الجنوبالسمندر يستخدم الخشب، الحجر، الأوراق المتساقطة، كهف، نفايات البناء أو ما شابه ذلك
تعتبر مواقع تكاثر الأحياء المائية القريبة من موائل الأرض الملائمة بالغة الأهمية. في حين أن المسطحات المائية الصغيرة والباردة في مناطق الغابات مفضلة، فإن نيوت جبال الألب تتحمل مجموعة واسعة من المسطحات المائية الدائمة أو غير الدائمة أو الطبيعية أو من صنع الإنسان. يمكن أن تتراوح هذه من البرك الضحلة على البرك الصغيرة إلى البحيرات أو الخزانات الأكبر الخالية من الأسماك والأجزاء الهادئة من الجداول. السد بواسطة القنادس يخلق مواقع تكاثر مناسبة. بشكل عام، يعتبر نيوت جبال الألب متسامحًا فيما يتعلق بالمعلمات الكيميائية مثل الأس الهيدروجيني، وعسر المياه، والتغذية. غالبًا ما تستخدم نيوت أوروبية أخرى مثل نيوت المتوج أو الأملس أو الكف أو الكاربات نفس مواقع التكاثر، ولكنها أقل شيوعًا في المرتفعات الأعلى.

## دورة الحياة والسلوك
عادة ما تكون نصف الحيوانات المائية التي تعيش على الأرض في معظم السنة، 9-10المتفجرات المخترقة للدروع يمكن أن تكون الأرض قبل النضج الجنسي، 54 يحدث في الذكور على ارتفاعات منخفضة في حوالي ثلاث سنوات في وقت لاحق، في حين أن الإناث في أربع إلى خمس سنواتانخفاض جبال الألب السمندر يمكن أن تصل إلى عشرة في المناطق المرتفعة، فقط بعد 9-11 سنوات من النضج، في حين أن حياة السمندر

### المرحلة الأرضية

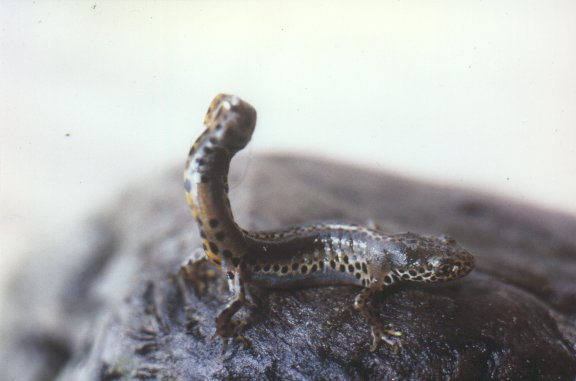
موقف دفاعي ، مع ذيل ملتوي لأعلى

غالبا ما تكون نشطة في الليل، في حين أن معظم النهار يخفي، تتحرك وتتغذى في الليل أو في المساءالسبات عادة ما يحدث في الأرضكما لوحظ، في ليلة رطبة، تسلق الجدار العمودي من الطابق السفلي الأنابيبفي ليلة دافئة بما فيه الكفاية ورطبة و تهاجر إلى أرض خصبة وقد تؤخر أو تقطع في ظروف غير مواتية لعدة أسابيعالسمندر يمكن أن تترك الماء في حالة البرد المفاجئ
السمندر الألبي تميل إلى الاقتراب من مواقع التكاثر، سوى جزء صغير، في المقام الأول في مرحلة الطفولة وقد لوحظ أن انتشار المسافات من أربعة كيلومترات في 2.5 ميلفي المدى القصير، السمندل أساسا استخدام حاسة الشم في الملاحة، في حين أن المسافة الطويلة في الطيران، من خلال سماء الليل وتحديد إمكانات الاستقبال المغناطيسي أكثر أهمية

### المرحلة المائية والتكاثر
تبدأ المرحلة المائية عند ذوبان الجليد، من فبراير في الأراضي المنخفضة إلى يونيو على ارتفاعات أعلى، بينما يتبع وضع البيض بعد بضعة أشهر ويمكن أن يستمر حتى أغسطس.  بعض الجنوبية في اليونان وإيطاليا يبقون مائيًا معظم العام ويبيتون تحت الماء.  في السلالات الفرعية Apennine ، I. أ. Papuan ، تم رصد جولتين من التكاثر ووضع البيض في الخريف والربيع. 
تحدث بشكل رئيسي في الفجر وفترة التكاثرذكر أداء الخطوبة ذكر أول وضع نفسه أمام أنثى، والحفاظ على الهدوء لفترة من الوقت، ثم حرك ذيله لتحفيز الإناث، ولوحبعد أن انحنى إلى لمس أنفها، مشى بهدوء، تليها أنثى عندما لمست الجزء السفلي من الذيل مع أنفها، وقالت انها سوف الإفراج عن كيس من الحيوانات المنوية التي تمنع المرأة من الذهاب، والسماح لها التقاطسيكون هناك عدة جولات من ترسبالرجال في كثير من الأحيان تتداخل مع خصومهم 215 التجارب تشير إلى أن أساسا ذكر فرمون يؤدي إلى سلوك التزاوجفي موسم التكاثر، ذكر واحد يمكن أن تنتج أكثر من أربعين من الحيوانات المنوية
الإناث يلفون بيضهم في أوراق من محطات المياه للحماية، ويفضل أوراق أقرب إلى السطح حيث درجات الحرارة أعلى. وحيثما لا تتوفر نباتات، قد تستخدم أيضاً نفايات أوراق الشجر أو الخشب الميت أو الأحجار لترسب البيض.: 94-104 يمكن أن تضع 70-390 بيضة في موسم واحد، وهي عبارة عن رمادي بني فاتح وقطره 1.5-1.7 مم (2.5-3 مم بما في ذلك كبسولة هلامية). وقت الحضانة أطول في ظل الظروف الباردة ، ولكن اليرقات تفقس عادة بعد أسبوعين إلى أربعة أسابيع.:216 اليرقات هي القاعية ، والبقاء بشكل عام على مقربة من الجزء السفلي من جسم الماء.: 98 يحدث التحول بعد حوالي ثلاثة أشهر ، مرة أخرى اعتمادا على درجة الحرارة ، ولكن بعض اليرقات فوق الشتاء والتحول فقط في العام المقبل.

### بايدومورفي
بيدوموموري، حيث لا يتحول الكبار وبدلا من ذلك الاحتفاظ الخياشيم والبقاء المائية، هو أكثر شيوعا في نيوت جبال الألب مما كانت عليه في النوتس الأوروبية الأخرى. وتوجد هذه الأراضي بشكل حصري تقريباً في الجزء الجنوبي من النطاق (ولكن ليس في التخصصات الفرعية كانتابريا، I. a. Cyrene). البالغين البيدومورفي هم أكثر شحوبا في اللون من تلك المتحولة. عادة ما يكون جزء من السكان هو البيدومورفي، ويمكن أن يتبع التحول إذا كان حمام السباحة يجف. النيولات البيدومورفية والمتحولة تفضل أحياناً فريسة مختلفة، لكنها تتزاوج. بشكل عام، يبدو أن بيدومورفي هي إستراتيجية مُمَرَة في ظل ظروف معينة غير مفهومة تمامًا.:

### الوجبات الغذائية والحيوانات المفترسة والطفيليات
سمندر جبال الألب هي أخصائيون في النظام الغذائي، مع اللافقاريات المختلفة بشكل رئيسي كفرائس. اليرقات والكبار الذين يعيشون في الماء يأكلون على سبيل المثال العوالق ، ويرقات الحشرات ، والقشريات مثل النبذ أو الأمفيبودات ، والحشرات الأرضية التي تقع على السطح. كما تؤكل البيض البرمائي واليرقات، بما في ذلك الأنواع الخاصة بها. فريسة على الأرض تشمل الحشرات والديدان والعناكب والخشب.
الحيوانات المفترسة التي تاكل السمندر الألبية الكبار هي الثعابين مثل ثعبان العشب، والأسماك مثل سمك السلمون المرقط، والطيور مثل الحيوانات الحية أو البط، والثدييات مثل القنافذ، مارتنز أو الزبابة. تحت الماء، يمكن خنافس الغوص الكبيرة فريسة على نوتس، في حين أن النفس الصغيرة على الأرض قد يسبقها الخنافس المطحونة (كارابوس). بالنسبة للبيض واليرقات والخنافس الغوص والأسماك ويرقات اليعسوب وغيرها من نوتس هي الأعداء الرئيسيين
نوتس الكبار المهددة غالبا ما تأخذ على موقف دفاعي، حيث أنها تعرض لون التحذير من بطنهم عن طريق الانحناء إلى الوراء أو رفع ذيلها وإفراز مادة حليبية. 74 الناس-75 فقط كميات ضئيلة من السموم السامة، وفيرة في أمريكا الشمالية النيوئات المحيط الهادئ (Taricha)، وقد تم العثور في نيوت جبال الألب. كما أنها تنتج أحيانا الأصوات، وظيفتها غير معروفة
الطفيليات تشمل الديدان الطفيلية ، علقة ، ciliates strongylostella واحتمال الضفادعالضفدع فيروس تنتقل من القابلات الإسبانية الضفدع إلى جبال الألب السمندر يسبب نزيف ونخر
142 وجدت في البرية السكان الفطريات التي تسبب مرض chymomycetes batrachochytrium dendrobatidis ، في التجارب المختبرية ، الوزغ الجديد هو القاتل

## الحبس
وقد ولدت العديد من الأنواع الفرعية من سمندرات جبال الألب في الأسر، بما في ذلك السكان من بحيرة بروكوسكو في البوسنة التي هي الآن على الارجح انقرضت في البرية. غالباً ما تعود إلى الماء بعد سنة واحدة فقط. وقد بلغ الأفراد الأسرى سن 15-20 سنة

## المخاطر والتهديدات
منذ ان وزعت على نطاق واسع ، والسكان ليست مشتتة بشكل خطير ، 2009 سنة تصنف أقل الأنواع اهتماما في القائمة الحمراءومع ذلك ، فإن الاتجاه نحو الانخفاض في عدد السكان ، قد تمثل نسب جغرافية مختلفة بعض السكان في البلقان ، والتي تم وصفها بأنها السلالة الخاصة بهم ، مهددة للغاية ، وحتى انقرضت
التهديدات هي مماثلة لتلك التي تؤثر على غيرها من التهديدات السمندر ، بما في ذلك تدمير الموائل المائية والتلوثالقنادس التي كانت توزع على نطاق واسع في أوروبا قد تكون مهمة للحفاظ على الأسماك ، وخاصة السلمون ، مثل سمك السلمون المرقط ، فضلا عن إمكانية إدخال جراد البحر ، يشكل خطرا كبيرا على السكان التي يمكن القضاء عليها منعلى مدى العقود القليلة الماضية ، في العقود القليلة الماضية ، تم التخلي عن القطيع والثيران التي أنشأها الناس في المناطق الكارستية.وثمة مشكلة أخرى هي عدم وجود ما يكفي من الموائل البرية غير المنضبط ، انظر المقطع أعلاه من الموئل ، فضلا عن انتشار الممرات بين المناطق المحيطة بها
عرض السمندر الألبي يمكن أن تشكل خطرا على البرمائيات المحلية إذا كان يحمل المرضفي المملكة المتحدة ، واحد على الأقل من عرض السكان المتضررين من داء الرشاشياتفي نيوزيلندا ، تم الإعلان عن الأنواع غير المرغوب فيها من الكائنات الحية ، واقترح القضاء على الأنواع المستوردة من سلالة i.a.papuan ، لأن الأنواع الفرعية هي عرضة لخطر انتقال مرض العفن الفطري